# 恩平消防署
恩平消防署（ウンピョンしょうぼうしょ）はソウル消防災難本部所属の消防署である。

## 管轄区域
- 恩平区

## 沿革
- 1975年2月28日 - 西部消防署として設置。
- 2006年1月2日 - 恩平消防署に改称。西大門消防署開設に伴い、管轄区域が恩平区のみになる。
- 2011年12月7日 -  現在の庁舎が竣工。

## 119安全センター
| 119安全センター     | 住所            | 管轄区域                                    |
| ------------------- | --------------- | ------------------------------------------- |
| 津寛119安全センター | 恩平区統一路962 | 恩平区のうち津寛洞、大棗洞、葛峴1洞、仏光洞 |
| 碌磻119安全センター | 恩平区恩平路245 | 恩平区のうち碌磻洞、鷹岩洞                  |
| 駅村119安全センター | 恩平区葛峴路80  | 恩平区のうち駅村洞、亀山洞、葛峴2洞         |
| 水色119安全センター | 恩平区水色路294 | 恩平区のうち水色洞、新砂洞、繒山洞          |